# Kharkovchanka
Kharkovchanka (em russo: Харьковчанка) ou Kharkivyanka (em ucraniano: Харків'янка, "Mulher de Carcóvia") é um modelo de veículo todo-o-terreno antártico feito nos anos de 1957–1958, na União Soviética, projetado e construído pela Planta de Engenharia de Transporte de Kharkov, e mais tarde manufaturado pela Fábrica Malyshev. Tem base a plataforma do trator AT-T (que por sua vez é baseado no tanque T-54).
Em dezembro de 1959, dois deles ("21" e "23) foram entregues na Antártida e chegaram ao Polo Sul. O veículo possui uma pequena cozinha, banheiro, forno e oito camas.

## História
De Carcóvia, cinco Kharkovchankas foram transportados em um trem especial até Leningrado, e de lá, para o porto de Kaliningrado, onde foram carregados em um navio e transportados para a Antártica no início de 1959. Após os trabalhos preparatórios, em 10 de fevereiro de 1959, partiram em uma jornada rumo ao Polo Sul, percorrendo aproximadamente 2.700km, saindo da Estação Mirny, passando pelas estações Komsomolskaya e Vostok.
Depois de percorrerem 975 km e chegar na estação de Komsomolskaya, foram obrigados a aguardar uma segunda parte da expedição que ainda estava na Europa e saíram rumo à Antártida apenas no dia 27 de setembro.

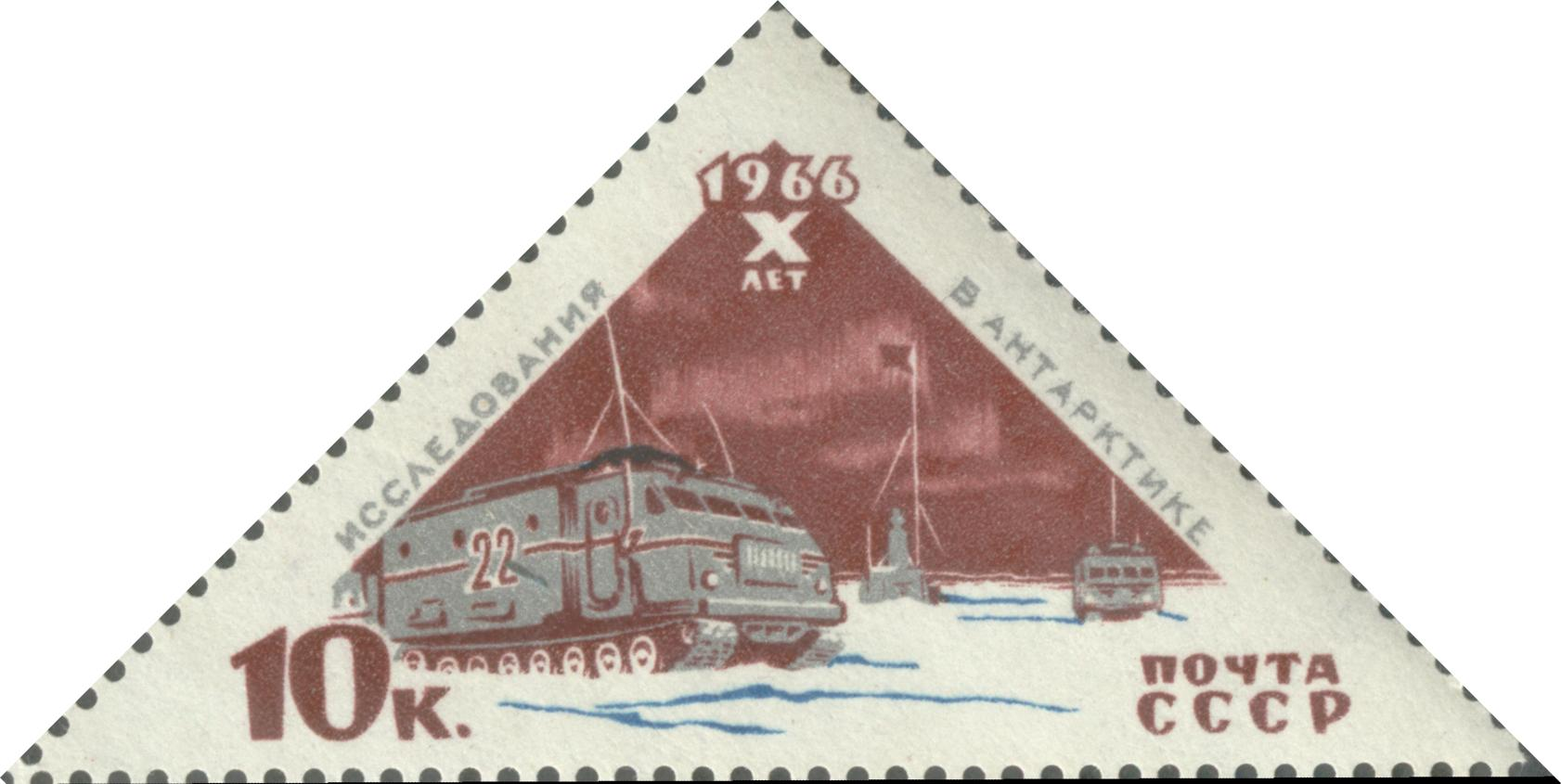
Kharkovchanka em um selo comemorativo de 10 anos de pesquisa soviética na Antártica

Após uma difícil travessia devido aos fatores climáticos entre as estações, uma parte da expedição teve que ficar na estação de Vostok, por conta do desgaste sofrido pelos veículos e pelos recursos estarem se esgotando. Outra parte da expedição saiu rumo ao Polo Sul no dia 8 de dezembro, chegando na Estação Polo Sul Amundsen-Scott no dia 26 de dezembro.